# أشانتي كوتوكو
نادي أشانتي كوتوكو الرياضي (بالإنجليزية: Asante Kotoco Sporting Club) هو نادي كرة قدم غاني مقره في كوماسي، تأسس الفريق عام 1935، يلعب الفريق في الدوري الغاني الممتاز، ملعبه الرسمي هو ملعب بابا يارا.
لقد اختير أشانتي كوتوكو من طرف الاتحاد الدولي لتاريخ وإحصاءات كرة القدم أفضل نادي أفريقي للقرن العشرين بعدما تم العمل بنظام نقاط بصورة مختلفة 

## إنجازات فريق كرة القدم

### الإنجازات المحلية
- الدوري الغاني الممتاز

البطل (26) : 1959، 1964، 1965، 1967، 1968، 1969، 1972، 1975، 1980، 1981، 1982، 1983، 1986، 1987، 1989، 1991، 1992، 1993، 2003، 2005، 2008، 2012، 2013، 2014، 2022.
الوصيف (13) : 1960، 1962، 1963، 1976، 1979، 1985، 1994، 1996، 1998، 2001، 2002، 2004، 2009
- كأس الاتحاد الغاني

البطل (7) : 1958، 1959، 1960، 1978، 1984، 1998، 2001
الوصيف (4) : 1985، 1990، 2011، 2013
- كأس الرئيس

البطل (8) : 1973، 1984، 2004، 2005، 2008، 2016، 2017، 2019 (رقم قياسي)
الوصيف (5) : 1969، 2011، 2012، 2015، 2022.
- كأس غانا الممتازة

البطل (2) : 2012، 2013
الوصيف (1) : 1998
- كأس جمعية كتاب الرياضة الغانية (كأس سواغ)

البطل (12) : 1981، 1988، 1989، 1990، 1991، 1992، 1993، 1998، 2001، 2003، 2005، 2008
- كأس غالا الاتصالات

البطل (3) : 2000، 2001، 2005
- كأس غانا الرباعية الممتازة

البطل (2) : 2003، 2007
- كأس يوم الجمهورية السنوي الغاني

البطل (3) : 2004، 2005، 2008

### الإنجازات الدولية
- دوري أبطال أفريقيا

البطل (2) : 1970، 1983
الوصيف (5) : 1967، 1971، 1973، 1982، 1993
- كأس الكؤوس الأفريقية

الوصيف (1) : 2002
- كأس الكونفيدرالية الأفريقية

الوصيف (1) : 2004

## أبرز المواجهات مع الأندية العربية
- التقى أشانتي كوتوكو مع الإسماعيلي المصري في قبل نهائي دوري أبطال أفريقيا 1969 حيث تعادل الفريقان في كوماسي 2–2 ونجح الإسماعيلى في الفوز بالإسماعيلية 3–2.
- التقى أشانتي كوتوكو مع الإسماعيلي المصري في قبل نهائي دوري أبطال أفريقيا 1970 حيث تعادل الفريقان في الإسماعيلية بدون أهداف ونجح كوتوكو في الفوز في كوماسي بهدفين نظيفين.
- إلتقى أشانتي كوتوكو مع المريخ السوداني في دور الثمانية من دوري أبطال أفريقيا 1971 حيث فاز المريخ في أم درمان 2–1 ونجح كوتوكو في الفوز في كوماسي 1–0 والفوز بركلات الترجيح 5–4 حيث لم تكن هناك قاعدة الهدف الاعتباري آنذاك ليصعد كوتوكو إلى الدور قبل النهائي ليواجه الإسماعيلي المصري للمرة الثالثة حيث تعادل الفريقان ذهابا في القاهرة بدون أهداف وفي لقاء العودة بكوماسي سحق كوتوكو الإسماعيلي 3–0.
- التقى أشانتي كوتوكو مع الأهلي المصري في نهائي دوري أبطال أفريقيا 1982 حيث فاز الأهلي 3–0 في القاهرة وتعادل الفريقان 1–1 في كوماسي ليحصل الأهلي على دورى الأبطال الأولى في تاريخه على حساب كوتوكو تحت قيادة مدربه آنذاك محمود الجوهري.
- التقى أشانتي كوتوكو مع الأهلي المصري في نهائي دوري أبطال أفريقيا 1983 حيث تعادل الفريقان سلبياً في القاهرة وفاز كوتوكو 1–0 في كوماسي ليحصل كوتوكو على دورى الأبطال الثانية في تاريخه على حساب الأهلي.
- التقى أشانتي كوتوكو مع الزمالك المصري في دور الثمانية لدوري أبطال أفريقيا 1987 حيث فاز الزمالك 2–0 في القاهرة وفاز كوتوكو 5–1 في كوماسي ليصعد كوتوكو إلى الدور قبل النهائي ليواجه الأهلي المصري حيث فاز الأهلي 2/0 أيضا في القاهرة بينما فاز كوتوكو 1–0 فقط في كوماسي ليصعد الأهلي إلى النهائي ويفوز بالبطولة بعد ذلك على حساب هلال السودان.
- التقى أشانتي كوتوكو مع الزمالك المصري في نهائى دوري أبطال أفريقيا 1993 حيث تعادل الفريقان سلبياً ذهاباً وإياباً ولكن الزمالك حسم ركلات الترجيح لصالحه بستاد القاهرة الدولي وفاز بدوري الأبطال تحت قيادة مدربه آنذاك محمود الجوهري.
- التقى أشانتي كوتوكو مع الوداد المغربي في نهائي بطولة أفريقيا للأندية ابطال الكأس 2002 حيث فاز الوداد 1–0 في الدار البيضاء وفاز كوتوكو 2–1 في كوماسي ليحصل الوداد على البطولة الأولى لأبطال الكأس في تاريخة على حساب كوتوكو.
- التقى أشانتي كوتوكو مع الأهلي المصري في دورى المجموعات لدوري أبطال أفريقيا 2006 حيث تعادل الفريقان سلبياً ذهاباً في كوماسي وسحقه الأهلي 4–0 اياباً بستاد القاهرة الدولي وفاز بدوري الأبطال تلك السنة.

## حادثة شهيرة
هناك حادثة شهيرة حدثت في شهر أكتوبر من عام 1993 عندما تقابل أشانتي كوتوكو مع أسيك ميموسا الإيفواري في مدينة كوماسي في ذهاب الدور قبل النهائي لدوري أبطال أفريقيا عام 1993. حيث فاز أسيك على كوتوكو 2–1 في كوماسي ووقعت أحداث شغب نتج عنها مصرع ما يقرب من 50 متفرج وإصابة المئات مما يدل على جنون جماهير كوتوكو في مساندة فريقها.
والطريف أن كوتوكو تمكن من تعويض خسارته ذهابا 1–2 وفاز على أسيك 3–2 في أبيدجان ليتأهل إلى النهائي.

## وصلات خارجية
- الموقع الرسمي للنادي
- موقع النادي